# Демир Янев
Вижте пояснителната страница за други личности с името Демир Янев.
Демир Янев е български учител, книжовник, обществен деец, политик, участник в комунистическото съпротивително движение по време на Втората световна война, партизанин от Втора родопска бригада „Васил Коларов“, член на БРП(к) и БКП, Министър на Народната Просвета и Култура (МНПК).

## Биография
Демир Янев е роден на 9 февруари 1910 г. През 1929 г. завършва средното педагогическо училище в Казанлък. Работи като учител в родния гр. Първомай. Член на БКМС. Организира групи на БРП и РМС. От 1931 г. е член на БРП (к) и поради това е уволнен от работа. Заминава за София, където е редактор на в. „Ехо“. Пише статии във в. „Учителска борба“. През 1932 г. е избран в пленума на ЦК на учителската профопозиция, а от 1934 г. е член на Околийския комитет на БКП в гр. Първомай. През 1934 г. е осъден по ЗЗД на 7,5 г. строг тъмничен затвор и глоба 125 хиляди лв. Интерниран през 1938 и 1941 г.
През 1943 г. преминава в нелегалност. Бил е комунистически партизанин и политкомисар на дружина „Райчо Кирков“ от Втора родопска бригада „Васил Коларов“, а по-късно заместник-политкомисар на бригадата.
В периода 1944 – 1952 г. работи последователно като завеждащ отдел, секретар и първи секретар на Областния комитет на БКП в гр. Пловдив.
През 1944 г., будни пловдивчани, между които и общественикът Демир Янев, се обединяват в „Общограждански комитет за културното издигане на Пловдив“, с ясни и амбициозни цели: градът да има свое музикално училище, симфоничен оркестър и най-вече висше учебно заведение. С Указ № 180 от 4 август 1945 г. официално е оповестено създаването на първото пловдивско висше учебно заведение – Медицинска академия, гр. Пловдив.
Заместник-министър на народната просвета и член на ИК на Националния съвет на ОФ. От 4 февруари 1952 г. – до 15 януари 1958 г. е Министър на Народната Просвета и Култура. Създава системата на единните училища и прекратява хаоса в образователната система след Втората световна война.
Под негово ръководство (в качеството му на министър на народната просвета) на 10 октомври 1952 г. в СУ „Св. Климент Охридски“ е основана специалността Турска филология. Тя поставя началото на първата у нас дипломираща филологическа специалност, базирана на източен език, а впоследствие прераства в Център за източни езици и култури към СУ, който съществува и до днес. От 2000 г. катедрата по „Тюркология и алтаистика“ е обособена като самостоятелно звено в рамките на Факултета за класически и нови филологии (ФКНФ).
Между 1954 и 1962 г. е член на ЦК на БКП.
Участник в основополагащата среща на Националната комисия на Народна република България за ЮНЕСКО, проведена в Париж през 1956 г.
Народен представител в I, II, III и IV народно събрание.
От 1962 до 1966 г. е посланик на НР България в НР Полша.
През 1978 г. е издадена негова книга под името „Свои сред хората“. В нея той разказва за живота си и за делата около 9 септември 1944 г. През 1980 г. получава званието „Герой на социалистическия труд“ (указ № 643 от 9 май 1980). Награждаван е с 5 ордена „Георги Димитров“, орден „Народна свобода 1941-1944 г.“ – II ст., орден „9 септември 1944 г.“ – III ст., Орден на труда – златен, севернокорейски орден „Червено знаме“.
Умира в София на 7 октомври 1992 г.

## Семейство
Женен е за Мария Атанасова от град Първомай. Семейството има двама сина: Янчо Демирев (1939 – 2014) и Атанас Янев (1946 – 2001), дипломати от кариерата.